# Hemirhamphodon tengah
Hemirhamphodon tengah är en fiskart som beskrevs av Collette, 1991. Hemirhamphodon tengah ingår i släktet Hemirhamphodon och familjen Hemiramphidae. Inga underarter finns listade i Catalogue of Life.